# Pleotrichophorus longirostris
Pleotrichophorus longirostris är en insektsart. Pleotrichophorus longirostris ingår i släktet Pleotrichophorus och familjen långrörsbladlöss. Inga underarter finns listade i Catalogue of Life.